# Begonia lehmannii
Espèce
Synonymes
- Begoniella lehmannii Irmsch.[1] [2]

Begonia lehmannii est une espèce de plantes de la famille des Begoniaceae.
L'espèce fait partie de la section Semibegoniella.
Elle a été décrite en 1955 par Lyman Bradford Smith (1904-1997) et Bernice Giduz Schubert (1913-2000).

## Répartition géographique
Cette espèce est originaire du pays suivant : Colombie.